# Hôtel de Stadion
L'hôtel de Stadion se situe dans la vieille ville de Mayence en Allemagne, dans le quartier de trois clairières (Bleichen). Il a été patrimoine culturel de Mayence.

## Histoire
Le bâtiment a été construit entre 1728 et 1733 par Anselm Franz Freiherr von Ritter zu Groenesteyn pour la famille luxembourgeoise de Raville et appelée aussi hôtel de Raville. Le maître d'ouvrage était le conseiller privé Lothaire Frédéric, baron de Raville, seigneur de Dahlembrouck et Koerich, maréchal héréditaire du duché de Luxembourg et comté de Chiny, conseiller intime de S. A. E. de Mayence Lothar Franz von Schönborn, son grand écuyer, commandant de ses gardes à cheval.
Les procès de Johannes Bückler, plus connu sous son surnom de Schinderhannes s'y sont déroulés en 1803 chargea par Georg Friedrich Rebmann. La Cour d'assises était au centre du bâtiment.